# Frenchin' the Boogie
Frenchin' the Boogie — студійний альбом американського музиканта Кліфтона Шеньє, випущений у 1976 році лейблом Blue Star. Став восьмим випуском у серії «House of the Blues».

## Опис
Кліфтон Шеньє, «король зайдеко», виглядає у чудовій формі на цьому записі 1976 року. Оскільки першою мовою Шеньє була французька і у нього було багато шанувальників з Франції, багато з відомих пісень на цьому альбомі виконані ним французькою. Цікаво почути такі пісні як «Let the Good Times Roll», «I've Got a Woman» і «Everyday I Have the Blues», які співаються тут французькою. Гурт Шеньє, в якому відбулось декілька змін у складі для цього запису; до нього приєднався піаніст і органіст Стенлі Дюрелл-молодший, який потім став відомим як Баквіт Зайдеко. Музика тяжіє до блюзу, рок-н-ролу і ритм-енд-блюзу, однак вона тут поєднується із зайдеко.

## Список композицій
1. «Caldonia» (Флісі Мур) — 2:46
2. «Laissez Les Bons Temps Rouler (Let The Good Times Roll)» (Флісі Мур, Сем Тред, Кліфтон Шеньє) — 3:52
3. «Tu Peux Cogner (Mais Tu Peux Pas Rentrer) (Keep-A-Knockin' But You Can't Come In)» (Дейв Бартоломью, Ерл Кінг, Кліфтон Шеньє) — 2:34
4. «Le Blues de la Vache à Lait (Milkcow Blues)» (Джон Естес, Кліфтон Шеньє) — 3:29
5. «Moi, J'Ai une P'tite Femme (I Got a Woman)» (Рей Чарльз, Кліфтон Шеньє) — 2:20
6. «Tous Les Jours Mon Coeur Est Blue (Every Day I Have the Blues)» (Пітер Четмен, Кліфтон Шеньє) — 4:04
7. «J'Veux Faire l'Amour à Toi (I Just Wanna Make Love to You)» (Віллі Діксон, Кліфтон Шеньє) — 2:57
8. «Choo Choo Ch'Boogie» (Денвер Дарлінг, Воен Гортон, Мілтон Габір) — 2:47
9. «La Valse De Paris» (Кліфтон Шеньє) — 2:59
10. «Shake Rattle and Roll» (Чарльз Калгун) — 2:09
11. «Going Down Slow (In Paris)» (Джиммі Оден, Кліфтон Шеньє) — 3:42
12. «Aye, Aye Mama» (Девід Райносо) — 2:13
13. «Don't You Lie To Me» (Чак Беррі) — 3:07

## Учасники запису
- Кліфтон Шеньє — вокал, акордеон
- Клівленд Шеньє — пральна дошка [рабборд]
- Пол Сенегал — гітара
- Баквіт Зайдеко — фортепіано, орган
- Джо Гарт — тенор-саксофон
- Джо Морріс Бруше — бас-гітара
- Роберт Пітер Сент-Джуліан — ударні

Технічний персонал
- Філіпп Ро — продюсер
- Стівен Ходж — звукоінженер
- Жан Верн — малюнок
- Джим Бейтмен — текст